# Prionostemma scintillans
Prionostemma scintillans is een hooiwagen uit de familie Sclerosomatidae.